# Вармазейка
Вармазейка (эрз. Вармазень) — село, центр сельской администрации в Большеигнатовском районе Мордовии.

## География
Расположено на холмистой, овражистой местности у речки Вармазей, в 6 км от районного центра и 52 км от железнодорожной станции Оброчное.

## История
Образовано в 1852 году решением общего схода переселенцев из с. Андреевка, Большое Игнатово, Старое Качаево и Старое Чамзино (по 10 семей). Названо по одноимённой речке. В «Списке населённых мест Симбирской губернии» (1863) Вармазейка — деревня удельная из 61 двора Ардатовского уезда. В 1913 году в селе была открыта 2-классная школа. В декабре 1917 г. был образован сельсовет. По сведениям 1931 г., в Вармазейке было 170 хозяйств (1065 чел.). В 1930-е гг. был создан колхоз, преобразованный в 1996 году в СХПК «Дружба», в который входит д. Новое Чамзино. В современной инфраструктуре Вармазейки — средняя школа, медпункт, библиотека, Дом культуры, магазин; памятник воинам, павшим на фронтах Великой Отечественной войны.

## Население
| 2002 | 2010 |
| ---- | ---- |
| 224  | ↘180 |

Национальный состав
Согласно результатам Всероссийской переписи населения 2002 года, в национальной структуре населения мордва-эрзя составляли 95 %.

## Источник
- Энциклопедия Мордовия, Р. Н. Бузакова.